# Mannichswalde
Mannichswalde is een plaats in de Duitse gemeente Crimmitschau, deelstaat Saksen en telde in 2006 673 inwoners.
De plaats is rond 1200 ontstaan bij de Duitse oostelijke expansie in het Slavische gebied. Het is ontstaan op een gerooide plek in een bosgebied. Het heeft ook diens typische bosdorpvorm behouden. De plaats wordt voor het eerst vermeld als in 1396 men spreekt over de heer Hans von Weissenbach zu Manigßwaldt. Deze was de heer van de, in de 14e eeuw gebouwde, aristocratische herenhuis. In de 15e eeuw wordt de plaats vermeld als Manigswalde.
Het herenhuis zelf is in 1948/1949 deels afgebroken. In het overgebleven deel zat er tot 2012 een kleuterschool gevestigd. In de DDR-tijd was dit ook nog prestigieus gebouw maar nadien werd te slecht onderhouden waardoor uiteindelijk de kleuterschool gesloten moest worden.
Het dorp heeft een eigen vrijwillige brandweer, die in 1933 werd gesticht. In 1884 was er sprake van soort van brandweer in het dorp. Mannichswalde is een echt plattelandsdorp maar trekt ook toerisme aan.

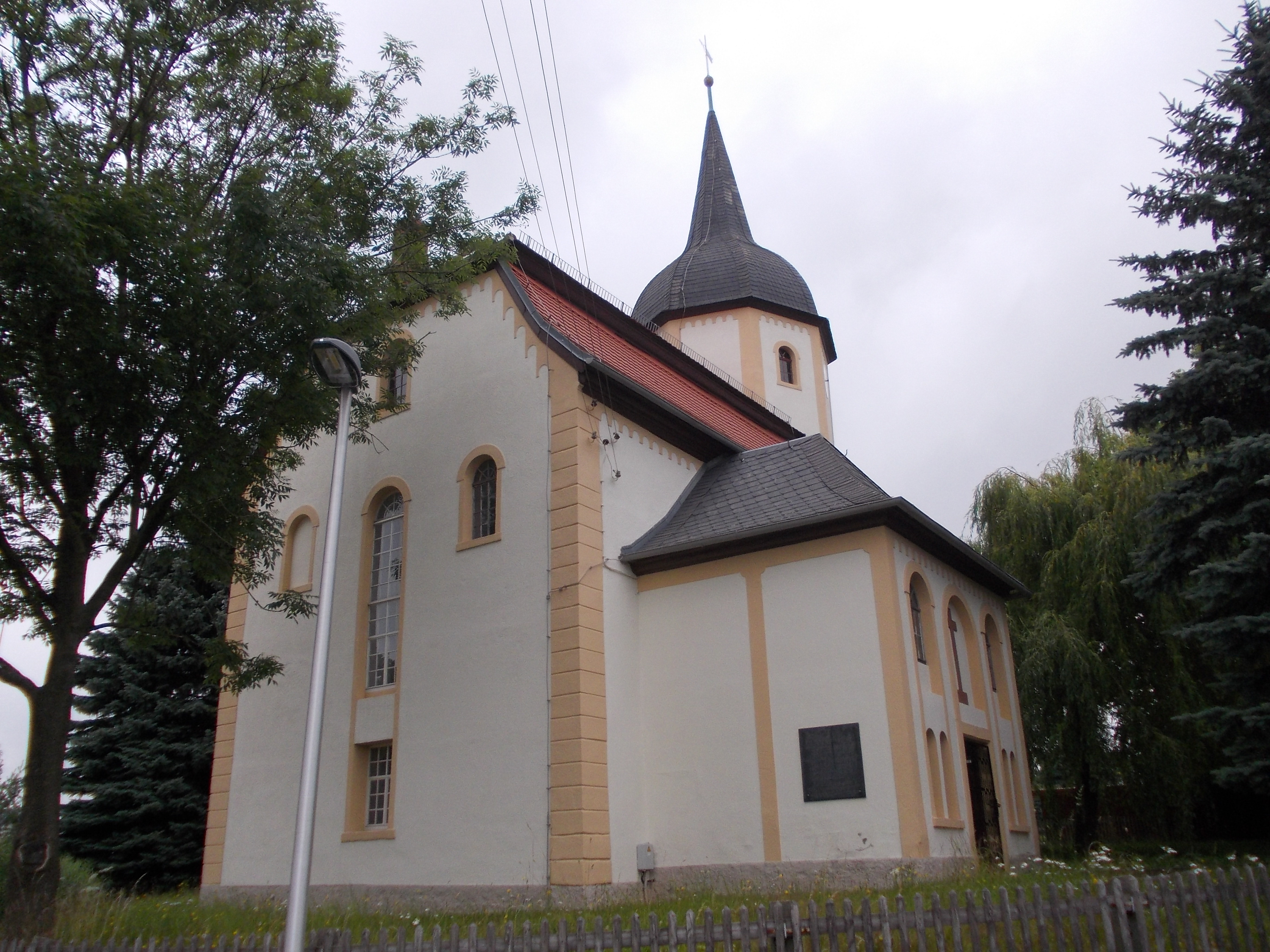
Kerk in Mannichswalde

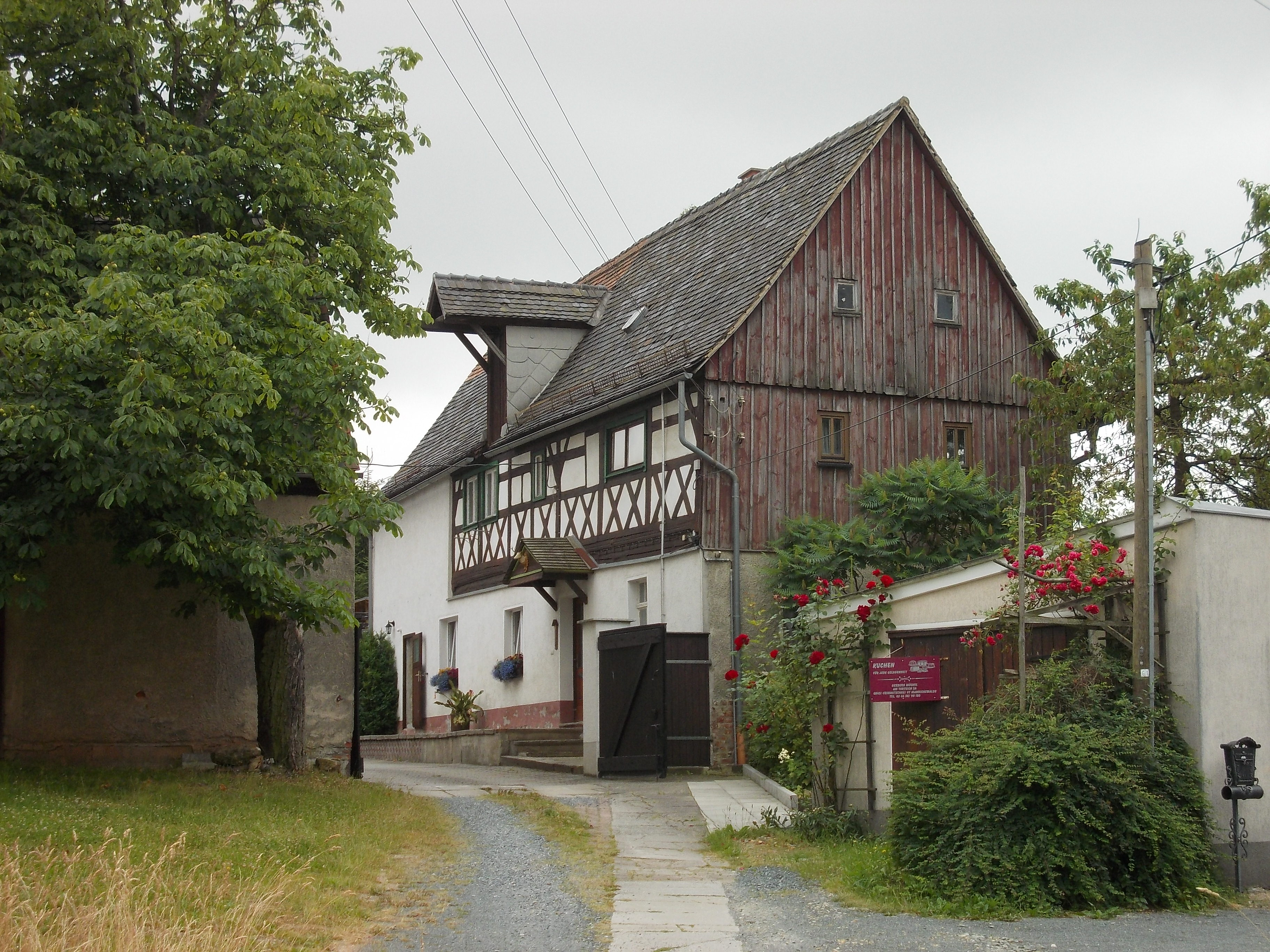
boerderij